# Dermophis
Dermophis – rodzaj płazów beznogich z rodziny Dermophiidae.

## Zasięg występowania
Rodzaj obejmuje gatunki występujące od południowego Meksyku do północno-zachodniej Kolumbii.

## Systematyka
Rodzaj zdefiniował w 1880 roku niemiecki zoolog Wilhelm Peters w artykule zatytułowanym O klasyfikacji Caecilia, w szczególności o rodzajach Rhinatrema i Gymnopis, opublikowanym w czasopiśmie „Monatsberichte der Königlichen Preussische Akademie des Wissenschaften zu Berlin”. Gatunkiem typowym jest (późniejsze oznaczenie) gruboskórzec meksykański (D. mexicanus).

### Etymologia
Dermophis: gr. δερμα derma, δερματος dermatos ‘skóra’; όφις óphis ‘wąż’.

### Podział systematyczny
Do rodzaju należą następujące gatunki:
- Dermophis costaricense Taylor, 1955
- Dermophis glandulosus Taylor, 1955
- Dermophis gracilior Günther, 1902
- Dermophis mexicanus (Duméril & Bibron, 1841) – gruboskórzec meksykański[4]
- Dermophis oaxacae (Mertens, 1930)
- Dermophis occidentalis Taylor, 1955
- Dermophis parviceps (Dunn, 1924)